# Steven E. Kuhn
Steven Eugene Kuhn (* 30. Mai 1967 in Pennsylvania, USA) ist ein US-amerikanischer Schriftsteller und ehemaliger Soldat.

## Leben
1986 trat Kuhn mit 19 Jahren und direkt nach Abschluss der Highschool der United States Army bei und wurde dann nach Gelnhausen in Deutschland versetzt. Mit Beginn des Golfkrieges in den Jahren 1990 und 1991 wurde er in den Irak entsandt. Zu diesem Zeitpunkt war er 23 Jahre alt und musste an vorderster Front kämpfen. Für seinen Einsatz bekam er den Bronze Star. 1993 trat er aus der Armee aus.
Kuhn arbeitete in der Folge in verschiedenen europäischen Ländern für amerikanische, englische und deutsche Unternehmen. Seinen MBA erhielt er nach dem Studium an der Bradford University in Leeds, England.
2003 wurden seine Erlebnisse in dem Buch Soldat im Golf Krieg – vom Kämpfer zum Zweifler veröffentlicht. Das Buch wurde in verschiedenen überregionalen Zeitungen und Rundfunksendungen besprochen, so z. B. von Christoph Dieckmann in der Zeit, in der Süddeutschen, und im Freitag. Auch in Regionalzeitungen wurde über das Buch berichtet.
Er ist als Unternehmensberater tätig, hält Lesungen, Seminare und unterrichtet im Bereich „Persönliches Coaching“ für Strategische Kommunikation.

## Werke
- Soldat im Golf Krieg – vom Kämpfer zum Zweifler, mit Frank Nordhausen. Ch. Links Verlag, Berlin 2003. ISBN 3-86153-299-9.